# Dicraeus vallaris
Dicraeus vallaris är en tvåvingeart som beskrevs av Collin 1946. Dicraeus vallaris ingår i släktet Dicraeus och familjen fritflugor. Arten är reproducerande i Sverige. Inga underarter finns listade i Catalogue of Life.